# Хью Линкольнский
Хью Линкольнский (англ. Little Saint Hugh of Lincoln) — английский мальчик, чьё предполагаемое убийство, в соответствии с малообоснованным местным верованием, якобы совершено евреем по имени Копин (англ. Koppin, или Copin), или Джоупин, послужило источником культа, а также материалом для баллады, сюжет которой основан на предположительных обстоятельствах гибели мальчика.
В 1255 году, после посещения Линкольна королём Генрихом III, еврей Копин был схвачен и осуждён там на смерть. Вместе с ним арестовано свыше 90 его соплеменников, 18 из которых казнены в Лондоне, за остальных заступился принц Ричард Корнуоллский.
Несмотря на то, что убийство юного Хью описано несколькими хронистами, в том числе Матвеем Парижским, он никогда не был официально канонизирован католической церковью, сейчас его почитание практически сошло на нет и упоминается только в связи со схожими историческими обвинениями.
Мемориальная доска предполагаемого мученичества Хью оставалась в соборе Линкольна до 1959 года, в 1966 году он был исключён из книг местночтимых святых.